# Choy Mow Thim
Choy Mow Thim (* 29. Mai 1947) ist ein ehemaliger malaysischer Radrennfahrer.

## Sportliche Laufbahn
Choy Mow Thim war im Straßenradsport sowie im Bahnradsport aktiv und Teilnehmer der Olympischen Sommerspiele 1964 in Tokio. Er war der jüngste Teilnehmer der Radsportmannschaft Malaysias. Im Mannschaftszeitfahren belegte das Team aus Malaysia mit Tjow Choon Boon, Ng Joo Pong, Choy Mow Thim und Arulraj Rosli den 32. und damit letzten Rang. In der Mannschaftsverfolgung scheiterte das malaysische Team mit Ng Joo Pong, Choy Mow Thim, Arulraj Rosli und Kamsari Salam in der Qualifikation. 
1969 übersiedelte er nach Edmonton in Kanada. Dort gründete er ein Unternehmen für Büromaschinen und engagierte sich in sozialen Projekten für bedürftige Menschen. 2012 wurde er dafür mit einer Gedenkmedaille anlässlich der Feierlichkeiten zum 60. Jahrestag der Thronbesteigung von Königin Elizabeth II. geehrt.